# Dorota Wyględowska-Promieńska
Dorota Wyględowska-Promieńska (ur. 1964 w Bytomiu) – polska okulistka, profesor nauk medycznych i nauk o zdrowiu. Kierownik Katedry i Kliniki Okulistyki Wydziału Nauk Medycznych w Katowicach Śląskiego Uniwersytetu Medycznego.

## Życiorys
Dyplom lekarski uzyskała w 1989 roku na Śląskiej Akademii Medycznej. Staże podyplomowe odbyła w Częstochowie oraz w Szwecji (w Szpitalu Uniwersyteckim Karolinska oraz Szpitalu Okulistycznym św. Eryka w Sztokholmie). Pierwszy i drugi stopień specjalizacji z okulistyki uzyskała odpowiednio w 1993 i 1997 roku.
Stopień doktorski uzyskała w 1996 na podstawie napisanej pod kierunkiem Ariadny Gierek-Łapińskiej pracy „Możliwości wykorzystania lasera excimerowego w chirurgii stożków rogówki”. W okresie 2007–2008 odbyła na Akademii Ekonomicznej w Katowicach studia podyplomowe Zarządzanie w ochronie zdrowia.
Habilitowała się w 2009 na podstawie oceny dorobku naukowego i pracy pod tytułem „Laserowa korekcja aberracji wyższego rzędu układu optycznego oka w zabiegach fotokeratektomii refrakcyjnej”. W 2022 otrzymała tytuł profesora nauk medycznych i nauk o zdrowiu.
Jest kierowniczką Oddziału Okulistyki Dorosłych Uniwersyteckiego Centrum Klinicznego w Katowicach (szpital przy ul. Ceglanej 35).
Swoje prace publikowała w czasopismach krajowych i zagranicznych, m.in. w "Klinice Ocznej", "BMC Ophthalmology", "Acta Ophthalmologica" oraz "Romanian Journal of Ophthalmology".
Zainteresowania kliniczne i badawcze D. Wyględowskiej-Promieńskiej dotyczą m.in. chirurgii refrakcyjnej, okulistycznych zastosowań noża gamma, leczenia stożka rogówki oraz laserowej korekcji wad wzroku (LASIK, fotokeratektomia refrakcyjna).
Należy m.in. do Polskiego Towarzystwa Okulistycznego, Europejskiego Towarzystwa Chirurgów Zaćmy i Refrakcyjnych (ang. European Society of Cataract and Refractive Surgeons, ESCRS) oraz Amerykańskiej Akademii Okulistyki.